# アセチルCoAカルボキシラーゼ
アセチルCoAカルボキシラーゼ（英: acetyl-CoA carboxylase、ACC）は、アセチルCoAの不可逆的カルボキシル化を触媒してマロニルCoAを産生するビオチン依存性酵素であり、ビオチンカルボキシラーゼ（BC）とカルボキシルトランスフェラーゼ（CT）の2つの触媒活性を持つ。大部分の原核生物、そして大部分の植物や藻類の葉緑体に存在するACCは複数のサブユニットからなる酵素であるのに対し、大部分の真核生物の細胞質に存在するACCは複数のドメインからなる巨大な酵素である。ACCの最も重要な機能は脂肪酸生合成の基質となるマロニルCoAを提供することである。ACCの活性は転写段階、また低分子の調節因子、共有結合修飾によって制御される。ヒトゲノムには2種類のACCの遺伝子、ACACAとACACBが含まれている。

## 構造
原核生物と植物は、いくつかのポリペプチド鎖から構成される、複数サブユニット型のACCを持つ。ビオチンカルボキシラーゼ（BC）活性、ビオチンカルボキシルキャリアタンパク質（BCCP）、カルボキシルトランスフェラーゼ（CT）活性はそれぞれ異なるサブユニットが担う。ACCホロ酵素中におけるこれらのサブユニットの量比は生物によって異なる。ヒトや大部分の真核生物は、BC活性、CT活性を1本のポリペプチド内に持つACCを進化させている。植物も細胞質基質にはこのタイプのものが存在する。ACCの機能的領域は、ビオチンカルボキシラーゼ（BC）、ビオチン結合（BB）、カルボキシトランスフェラーゼ（CT）、ATP結合（AB）に分けられる。ABはBC内に位置する。ビオチンはBB内のリジン残基の長い側鎖にアミド結合を介して共有結合的に結合する。BBはBCとCTの間に位置するため、ビオチンは必要時に双方の活性部位の間を容易に移行する。
哺乳類では2種類のACCが発現しており、両者の主な構造的差異は、ACC2ではN末端にミトコンドリア標的化配列が存在する点である。
大腸菌Escherichia coliのACCの結晶構造
- E. coli ACCのビオチンカルボキシラーゼサブユニット
- E. coli ACCのビオチンカルボキシルキャリアタンパク質サブユニット
- E. coli ACCのビオチンカルボキシルトランスフェラーゼサブユニット

## 機構
ACCによる反応は2段階の機構で進行する。最初の反応は、BCによるビオチンのATP依存的カルボキシル化であり、重炭酸がCO2の供給源となる。ビオチンからアセチルCoAへのカルボキシル基の転移によるマロニルCoAの形成が2番目の反応であり、CTによって触媒される。

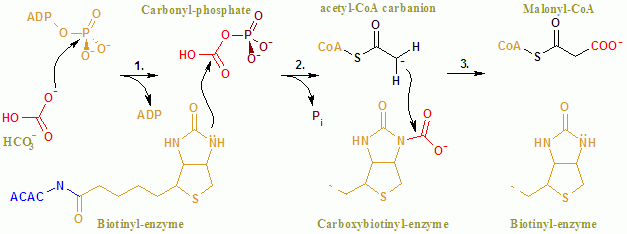
ACAC(A,B)の反応機構。色分けは酵素、補酵素、基質、リン酸、炭酸部分。

活性部位では、Glu296残基と正に帯電したArg338、Arg292と基質との広範囲の相互作用によって反応が進行する。2つのMg2+がATPのリン酸基に配位し、この配位はATPの酵素への結合のために必要である。重炭酸はGlu296によって脱プロトン化されるが、重炭酸のpKaは10.3であるため溶液中でこのプロトン移動が起こることは考えにくい。酵素はpKaを操作して重炭酸の脱プロトトン化を促進しているようである。重炭酸のpKaはArg338とArg292の正に帯電した側鎖との相互作用によって低下する。さらに、Glu296はGlu211の側鎖と相互作用し、見かけ上のpKaを高めている。重炭酸の脱プロトン化後は、重炭酸の酸素が求核剤として作用し、ATPのγリン酸を攻撃する。形成されたカルボキシリン酸中間体は迅速にCO2とPO43−へと分解される。PO43−はビオチンを脱プロトン化してArg338によって安定化されたエノラートが形成され、その後エノラートはCO2を攻撃してカルボキシビオチンが形成される。カルボキシビオチンはCTの活性部へ転位し、そこでカルボキシル基がアセチルCoAへ転移する。BCドメインとは対照的に、CTの反応機構はほとんど解明されていない。提唱されている機構は、ビオチンからのCO2が脱離し、その後アセチルCoAのメチル基からプロトンが引き抜かれ、その結果形成されたエノラートがCO2を攻撃することでマロニルCoAが形成されるというものである。競合する機構では、プロトンの引き抜きがアセチルCoAへの攻撃と協調的に行われるとされる。

## 機能
ACCの機能は脂肪酸代謝の調節である。酵素が活性状態の場合、その産物であるマロニルCoAは新たな脂肪酸のビルディングブロックとなり、またアシルCoAカルニチンアシルトランスフェラーゼによるアシルCoAからカルニチンへのアシル基の転移を阻害することで、ミトコンドリアにおける脂肪酸のβ酸化を阻害する。
哺乳類ではACC1（ACACA）、ACC2（ACACB）の2つの主要なタイプが発現しており、これらは組織分布と機能の双方が異なる。ACC1は全ての細胞の細胞質に存在するが、脂肪組織などの脂肪生成組織や、脂肪酸合成が重要な授乳期の乳腺に豊富に存在する。骨格筋や心臓など酸化的組織では、ACC2の割合が高い。脂肪酸の酸化と合成の双方が重要である肝臓では、ACC1とACC2の双方が高度に発現している。こうした組織分布の差異は、ACC1が脂肪酸合成の調節を維持しているのに対し、ACC2は脂肪酸の酸化（β酸化）を主に調節していることを示している。
ACC1のミトコンドリアアイソフォーム（mACC1）は、ACSF3と共同でミトコンドリア脂肪酸合成（mtFASII）にマロニルCoAを供給することにより、リポ酸生合成、ひいてはタンパク質のリポイル化に部分的に冗長な役割を果たす。

## 調節

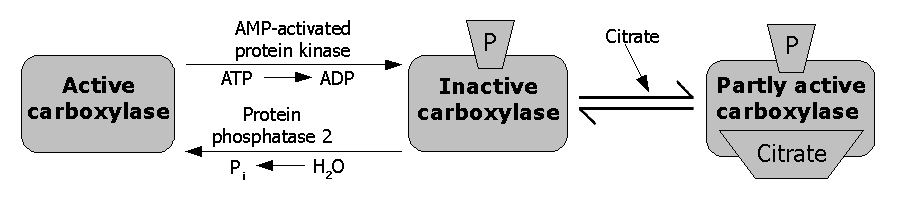
ACCの制御。AMPKは酵素をリン酸化によって不活性化し、ホスファターゼ酵素がリン酸基を除去する。クエン酸はアロステリックにACCを活性化する。

哺乳類のACCの調節は複雑であり、マロニルCoAの2つの異なるプールを制御することで、β酸化の阻害または脂質生合成の活性化を指揮する。
哺乳類のACC1とACC2は転写段階で複数のプロモーターによって調節されており、細胞の栄養状態に応答してACCの存在量が調節される。異なるプロモータによる遺伝子発現の活性化は選択的スプライシングを引き起こすが、ACCの特定のアイソザイムの生理学的重要性は不明である。栄養状態に対する感受性は転写因子によるこれらのプロモーターの制御によるものであり、インスリンによって転写レベルで制御されているSREBP1や、高炭水化物食によって発現が上昇するChREBPなどによって制御される。
また、クエン酸はフィードフォワードループによって、アロステリックにACCを活性化する。クエン酸はACCの重合を促進して酵素活性を高めている可能性があるが、重合がACC活性増大の主な機構であるのか、in vitroでの実験におけるアーティファクトであるのかは明らかではない。他のアロステリック活性化因子には、グルタミン酸や他のジカルボン酸がある。長鎖・短鎖アシルCoAはACCの負のフィードバック阻害因子である。
グルカゴンまたはアドレナリンが細胞表面受容体に結合した場合にはACCのリン酸化が行われるが、リン酸化の主要な要因は細胞のエネルギー状態に伴う、AMPレベルの上昇によるAMP活性化プロテインキナーゼ（AMPK）の活性化によるものである。AMPKはACCの調節因子となる主要なキナーゼであり、双方のACCに対して多くのセリン残基をリン酸化し、不活性化を行う。ACC1に対しては、AMPKはSer79、Ser1200、Ser1215をリン酸化する。プロテインキナーゼAもACCのリン酸化を行うが、ACC1よりもACC2に対するリン酸化能が高い。しかし、ACCの調節におけるプロテインキナーゼAの役割は現在のところ不明である。ACCには推定リン酸化部位が他にも多く存在するため、調節に重要な他のACCキナーゼが存在すると考えられている。
このタンパク質のアロステリック調節にはmorpheeinモデルが利用されている可能性がある。

## 臨床的意義
脂質の合成と酸化経路の接点であるACCは、新たな抗生物質や糖尿病、肥満やその他のメタボリックシンドロームに対する新たな治療法の開発など、多くの臨床的可能性が存在する。細菌とヒトのACCの構造的差異を利用して細菌のACCに特異的な抗生物質を作成し、患者の副作用を最小化する試みが行われている。また、ACC阻害剤の有用性を示す有望な結果として、ACC2を発現していないマウスでは、食餌量の増加にもかかわらず、脂肪酸の酸化が持続し、体脂肪量が減少し、体重が減少することが発見されている。これらのマウスは、糖尿病からも保護される。一方、ACC1欠損変異体マウスは胚段階で致死となる。しかし、ヒトのACCを標的とする薬剤がACC2特異的なものでなければならないかどうかは不明である。
フィルソコスタット（Firsocostat、GS-976、ND-630、NDI-010976）は、ACCのBCドメインに作用する強力なアロステリック阻害剤である。フィルソコスタットは2019年時点でギリアド社によって、肝不全の原因として増加していると考えられている非アルコール性脂肪性肝炎（NASH）に対する併用療法の第II相試験が行われている。
さらに、植物選択的なACC阻害剤は除草剤として広く利用されていることから、マラリアなど、植物由来のACCアイソフォームに依存するアピコンプレックス門の寄生虫に対する臨床応用が示唆されている。
ACSF3欠損による代謝性疾患であるマロン酸およびメチルマロン酸尿合併症（CMAMMA）の不均一な臨床表現型は、ミトコンドリア脂肪酸合成（mtFASII）におけるACSF3の欠損に対するACC1のミトコンドリアアイソフォーム（mACC1）の部分的な補償に起因すると考えられている。

## 関連文献
- Voet, Donald; Voet, Judith G. (2004). Biochemistry (3rd ed.). Wiley. ISBN 978-0-471-19350-0
- Buchanan, Bob B.; Gruissem, Wilhelm; Jones, Russell L., eds (2000). Biochemistry and molecular biology of plants. American Society of Plant Physiologists. ISBN 978-0-943088-37-2
- “A biotin analog inhibits acetyl-CoA carboxylase activity and adipogenesis”. The Journal of Biological Chemistry 277 (19):  16347–50. (May 2002). doi:10.1074/jbc.C200113200. PMID 11907024.